# Château de Pierreclos

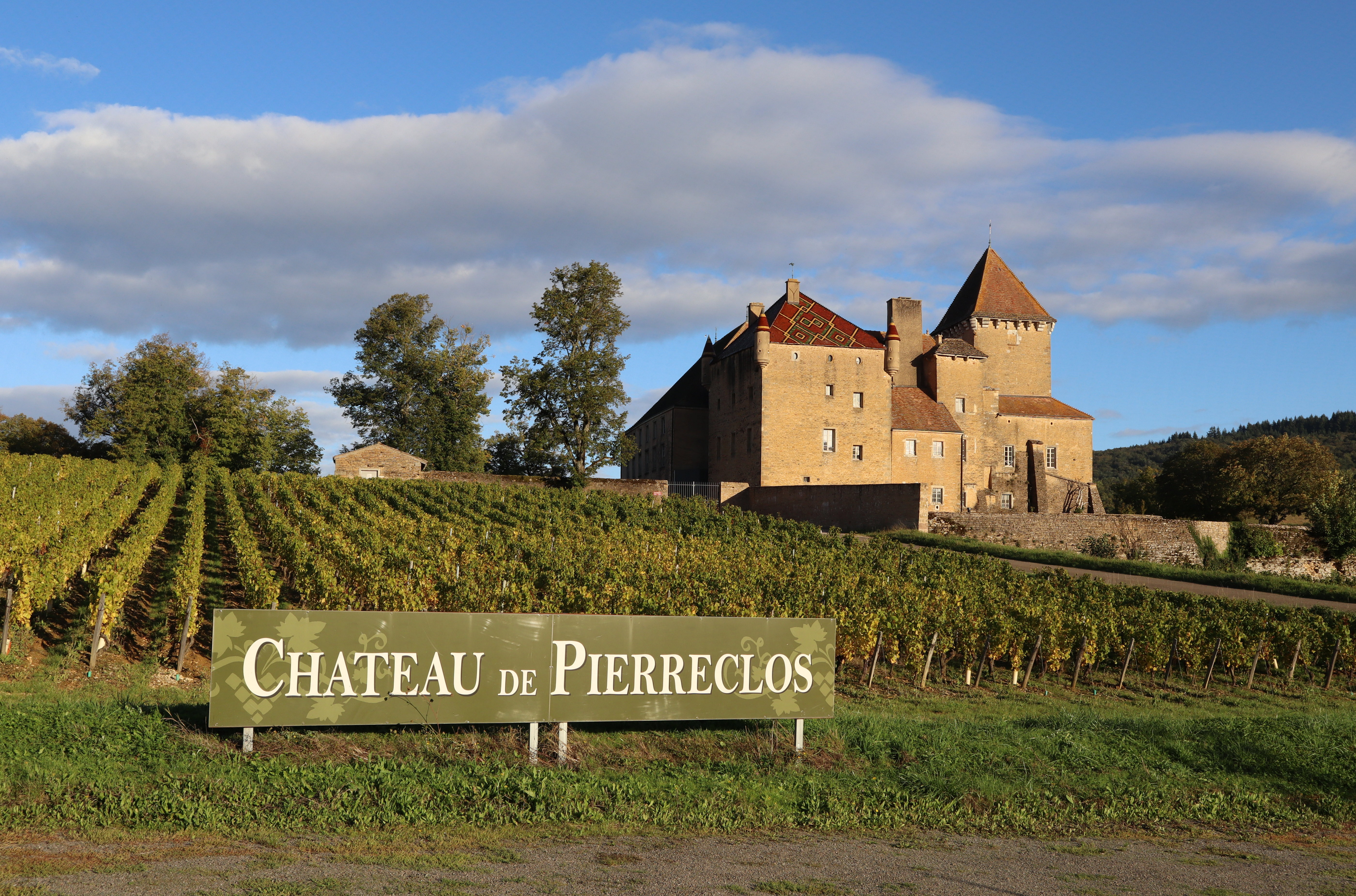
Das Château von Pierreclos

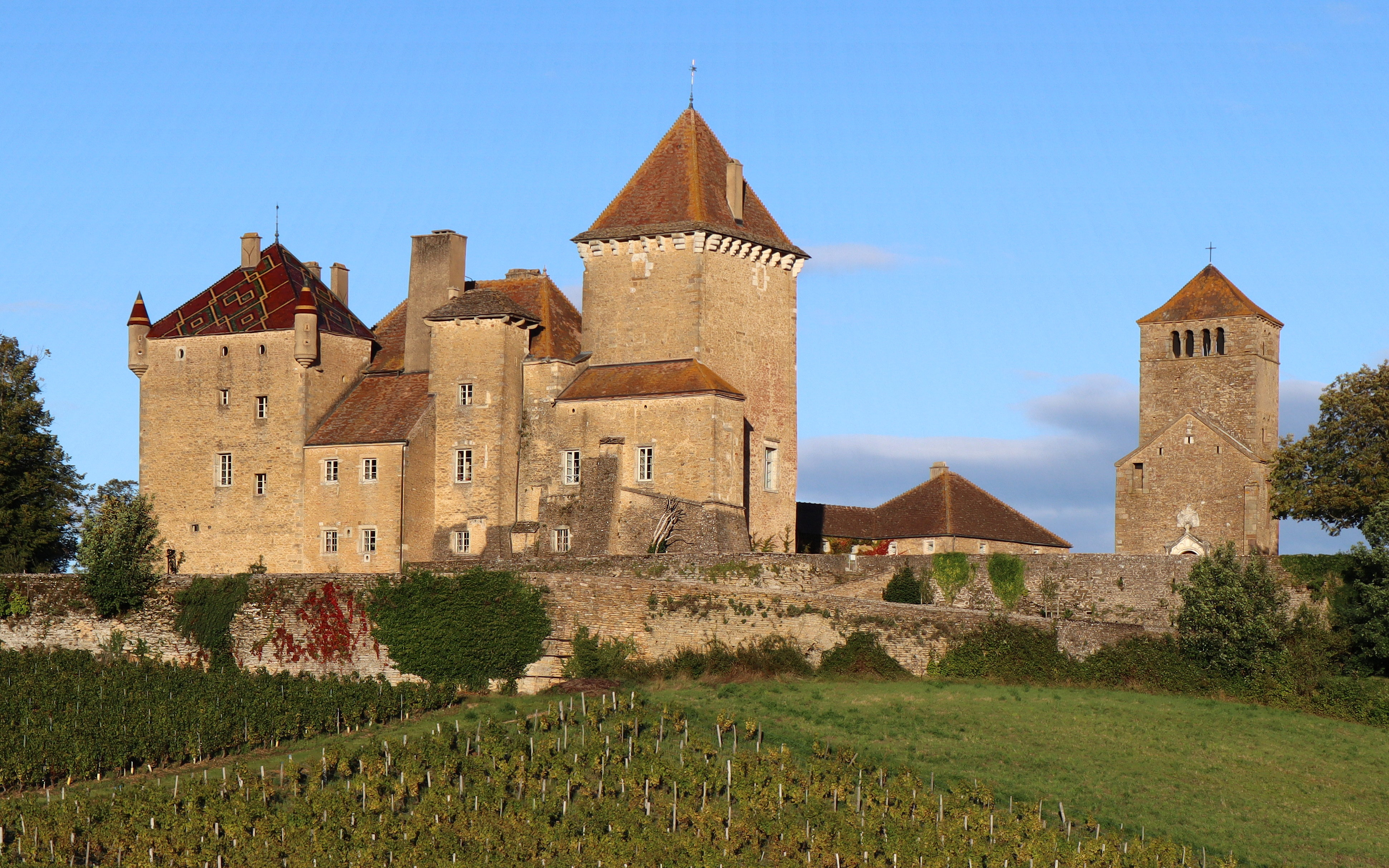
Château mit romanischer Kapelle (rechts)

Das Château de Pierreclos ist eine romanische Schlossanlage in der französischen Gemeinde Pierreclos im Département Saône-et-Loire in der Region Bourgogne-Franche-Comté.

## Beschreibung
Die Bausubstanz besteht aus zwei Hauptgebäuden im Norden und Westen, flankiert von zwei Türmen im Nordwesten und Südwesten. Ergänzt wird der Gebäudekomplex durch eine Kapelle im Süden, die aus einem romanischen Chor und einem Turm, dem ältesten Bestandteil des Schlosses, besteht. Weitere moderne Anbauten aus dem 19. und 20. Jahrhundert ermöglichen die Bewirtschaftung der Anlage.

## Geschichte
Erstmals urkundlich erwähnt ist eine Kapelle im Jahr 1091. Im 13. Jahrhundert erfolgte der Ausbau zur Schlossanlage. In den folgenden Jahrhunderten musste das Schloss einige kriegerische Auseinandersetzungen und die Französische Revolution überstehen. Belagerungen, Kämpfe und Erbstreitigkeiten führten zu häufigen Besitzerwechseln. Das Schloss ist seit dem 21. Dezember 1984 als historisches Denkmal in der Base Mérimée, der Datenbank des französischen Kulturministeriums eingetragen.

## Heutige Nutzung
Seit 1909 wird das Schloss als Ferienlager genutzt. 1989 erwarb die Familie Pidault das Anwesen und ließ es restaurieren und ausbauen. Heute beherbergt das Anwesen ein Museum und ein Geschäft für lokale Produkte. Es bietet Weinproben mit den Lagen Mâcon-Pierreclos, Saint-Véran und Pouilly-Fuissé an. Für Gäste stehen Ferienwohnungen und Räumlichkeiten für Hochzeiten und andere große Feiern zur Verfügung.